# Међународна тениска федерација
Међународна тениска федерација (енгл. International Tennis Federation), позната по свом акрониму ИТФ (од енгл. ITF), је владајућа организација светског тениса, сачињена од 211 националних тениских организација.
Организација је основана као Међународна тениска федерација на трави (енгл. International Lawn Tennis Federation; позната по свом акрониму ИЛТФ, од енгл. ILTF) од 12 националних тениских организација на конференцији у Паризу 1. марта 1913. године. Током 1924. године постала је званична организација са овлашћењима за контролу тениса у свету са службеним „ИЛТФ правилима тениса”. Године 1977. је променила назив какав је до данас, избацивши реч „травњак” из имена, пошто се данас на мало терена игра на трави.
Седиште је до Другог светског рата било у Паризу, за време рата је премештена у Лондон где је остало до данас.
ИТФ организује два велика национална такмичења, Дејвис куп за мушкарце и Фед куп за жене.